# Europees kampioenschap voetbal vrouwen 1997
Het Europees kampioenschap voetbal vrouwen 1997 was een voetbaltoernooi gehouden in Noorwegen en Zweden.
Het toernooi begon met de groepsfase. De acht landen werden verdeeld over twee groepen van vier. De nummers één en twee gingen door naar de halve finales.

## Gekwalificeerde teams

### Groep A
- Zweden
- Rusland
- Frankrijk
- Spanje

### Groep B
- Noorwegen
- Denemarken
- Duitsland
- Italië

## Groepsfase

### Groep A
| Land      | Wed | Win | Gel | Ver | DV | DT | +/– | Pnt |
| --------- | --- | --- | --- | --- | -- | -- | --- | --- |
| Zweden    | 3   | 3   | 0   | 0   | 6  | 1  | +5  | 9   |
| Spanje    | 3   | 1   | 1   | 1   | 2  | 2  | 0   | 4   |
| Frankrijk | 3   | 1   | 1   | 1   | 4  | 5  | –1  | 4   |
| Rusland   | 3   | 0   | 0   | 3   | 2  | 6  | –4  | 0   |

#### Wedstrijdresultaten
29 juni 1997 in Karlstad
| Frankrijk | 1-1 | Spanje |  |

29 juni 1997 in Karlskoga
| Zweden | 2-1 | Rusland |  |

2 juli 1997 in Karlstad
| Spanje | 0-1 | Zweden |  |

2 juli 1997 in Karlskoga
| Rusland | 1-3 | Frankrijk |  |

5 juli 1997 in Karlstad
| Zweden | 3-0 | Frankrijk |  |

5 juli 1997 in Karlskoga
| Rusland | 0-1 | Spanje |  |

### Groep B
| Land       | Wed | Win | Gel | Ver | DV | DT | +/– | Pnt |
| ---------- | --- | --- | --- | --- | -- | -- | --- | --- |
| Duitsland  | 3   | 1   | 2   | 0   | 3  | 1  | +2  | 5   |
| Italië     | 3   | 1   | 2   | 0   | 5  | 3  | +2  | 5   |
| Noorwegen  | 3   | 1   | 1   | 1   | 5  | 2  | +3  | 4   |
| Denemarken | 3   | 0   | 1   | 2   | 2  | 9  | –7  | 1   |

#### Wedstrijdresultaten
30 juni 1997 in Lillestrøm
| Duitsland | 1-1 | Italië |  |

30 juni 1997 in Moss
| Denemarken | 0-5 | Noorwegen |  |

3 juli 1997 in Lillestrøm
| Italië | 2-2 | Denemarken |  |

3 juli 1997 in Moss
| Noorwegen | 0-0 | Duitsland |  |

6 juli 1997 in Moss
| Denemarken | 0-2 | Duitsland |  |

6 juli 1997 in Lillestrøm
| Noorwegen | 0-2 | Italië |  |

## Halve finale
9 juli 1997 in Lillestrøm
| Italië | 2-1 | Spanje |  |

9 juli 1997 in Karlstad
| Zweden | 0-1 | Duitsland |  |

## Finale
12 juli 1997 in Oslo
| Italië | 0-2 | Duitsland |  |

| UEFA Europees kampioenschap vrouwenvoetbal Winnaar 1997 |
| ------------------------------------------------------- |
|                                                         |
| DUITSLAND 4e titel                                      |